# Kuzinellus trisetus
Kuzinellus trisetus är en spindeldjursart som först beskrevs av Wu, Lan och Zhang 1992.  Kuzinellus trisetus ingår i släktet Kuzinellus och familjen Phytoseiidae. Inga underarter finns listade i Catalogue of Life.